# Dolomedes wollastoni
Espèce
Dolomedes wollastoni est une espèce d'araignées aranéomorphes de la famille des Dolomedidae.

## Distribution
Cette espèce est endémique de Nouvelle-Guinée occidentale en Indonésie,.

## Description
La carapace de la femelle holotype mesure 6 mm de long sur 5 mm et l'abdomen 8 mm de long sur 4 mm.

## Étymologie
Cette espèce est nommée en l'honneur d'Alexander Frederick Richmond Wollaston.

## Systématique et taxinomie
Cette espèce a été décrite par Hogg en 1915.

## Publication originale
- Hogg, 1915 : « Report on the spiders collected by the British Ornithologists' Union Expedition and the Wollaston Expedition in Dutch New Guinea. » Transactions of the Zoological Society of London, vol. 20, p. 425-484 (texte intégral).